# 에티엔 드 라 보에시

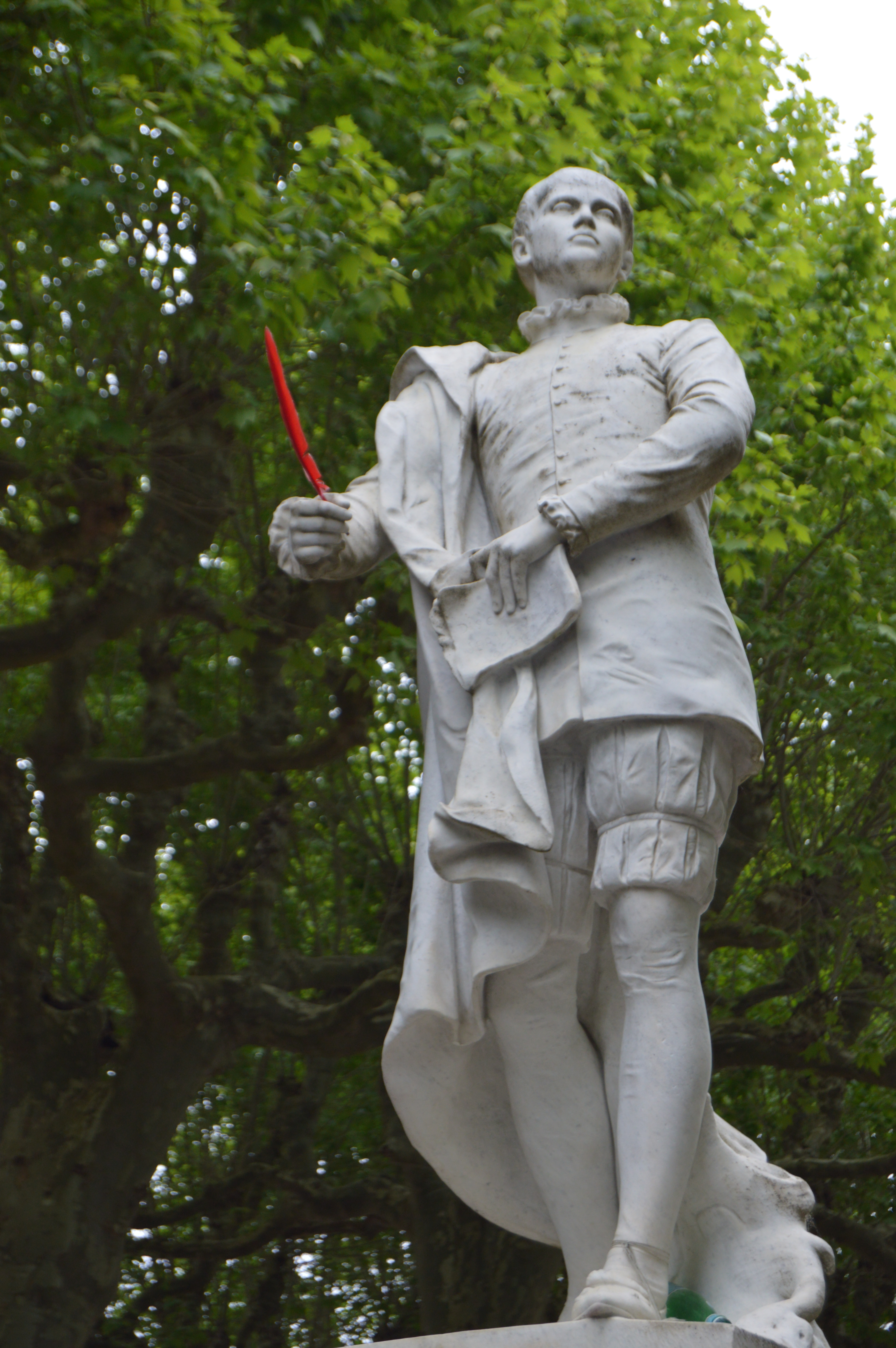

에티엔 드 라 보에시(Étienne de La Boétie, 1530년 11월 1일 - 1563년 8월 18일)는 프랑스의 판사이자 작가 그리고 프랑스 근대 정치철학의 창시자이다. 그는 철학자 몽테뉴의 친구로 《자발적 복종》(Discours de la servitude volontaire)을 집필하였다.

## 생애
1530년 프랑스 남서부 페리고르 지역의 사를라라카네다에서 태어났다. 오를레앙 대학에 진학하여 법학과 인문학을 공부했다. 16~18세 경에 《자발적 복종》을 집필했다. 몽테뉴와 함께 보르도 지방의회 의원을 지냈고 친구로써 몽테뉴에게 큰 영감을 주었다.